# Villar de Samaniego
Villar de Samaniego là một đô thị ở tỉnh Salamanca, tây Tây Ban Nha, thuộc cộng đồng tự trị Castile-Leon. Đô thị này có cự ly 81 kilômét so với thành phố tỉnh lỵ Salamanca và có dân số 108 người (năm 2008).
Đô thị này có diện tích 27,98 km².
Đô thị này nằm ở khu vực có độ cao 745 mét trên mực nước biển.
Mã số bưu chính là 37218.